# Martin Schwander
Martin Schwander (* 14. Mai 1949 in Bern) ist ein Schweizer Journalist und Aktivist der 68er-Bewegung.

## Leben
Schwander wuchs zusammen mit zwei älteren Brüdern in Oberburg auf. Er besuchte das Gymnasium in Burgdorf. In den 1960er-Jahren verkehrte er oft im Diskussionskeller «Junkere 37» in Bern. Er schrieb unter anderem für den von Theo Pinkus geleiteten sozialistischen Informationsdienst Zeitdienst in Zürich, engagierte sich in der Friedensbewegung (Ostermarsch Biel–Bern 1964) und wurde bekannt als Militärdienstverweigerer. Anfang November 1966 gründete Schwander in Burgdorf zusammen mit Walter Aeschlimann, Heinz Fankhauser, Toni Zimmermann und Peter Zünd die «Gruppe 67», auch «Forum für progressive Kunst» genannt. Ab 1969 studierte er an der Universität Bern Soziologie und Philosophie im Hauptfach und Journalistik im Nebenfach. Wegen seiner Militärdienstverweigerung aus politischen Gründen verbrachte er sieben Monate im Gefängnis und galt danach als vorbestraft. Er wurde dann 1972 an der Schule für Sozialarbeit im Gwatt (heute Hochschule für Sozialarbeit) aufgenommen. Im Anschluss an das Studium arbeitete er als Journalist und Autor, unter anderem im Berner Büro der sowjetischen Nachrichten- und Presseagentur Novosti. Im Jahr 1983 wurde er Generalsekretär des Verbandes der Schweizerischen Studentenschaften.
2004 wurde er auf der SP-Liste in den Gemeinderat von Oberburg gewählt, 2008 wurde er mit dem besten Resultat auf der SP-Liste und dem viertbesten Resultat aller Kandidaten wiedergewählt. Zu den Wahlen 2012 trat er nicht mehr an.

## Werke (Auswahl)
- bogen. 2. Neutralrot und Westenweiss,  Lukianos-Verlag, 1967
- Patridiotisch,  Lukianos-Verlag, 1969
- Paul Robeson – Eine Biographie, Neue Impulse Verlag, Essen 1998, ISBN 3-910080-11-1
- Insel der Solidarität, Monsenstein und Vannerdat, 2010
- … und die Welt, Monsenstein und Vannerdat, 2010
- Frieden, Gerechtigkeit, Menschenwürde – 70 Jahre Schweizerische Friedensbewegung, SFB, Basel 2019, ISBN 978-3-033-07383-8
- 50 Jahre Vereinigung Schweiz-Cuba, Nationalkomitee VSC, Basel 2023, ISBN 978-3-033-09973-9